# Ban Thapun
Ban Thapun – wieś położona w południowo-wschodnim Laosie, w prowincji Attapu, w dystrykcie Sanamxay.